# ちこく坂 (横須賀市)

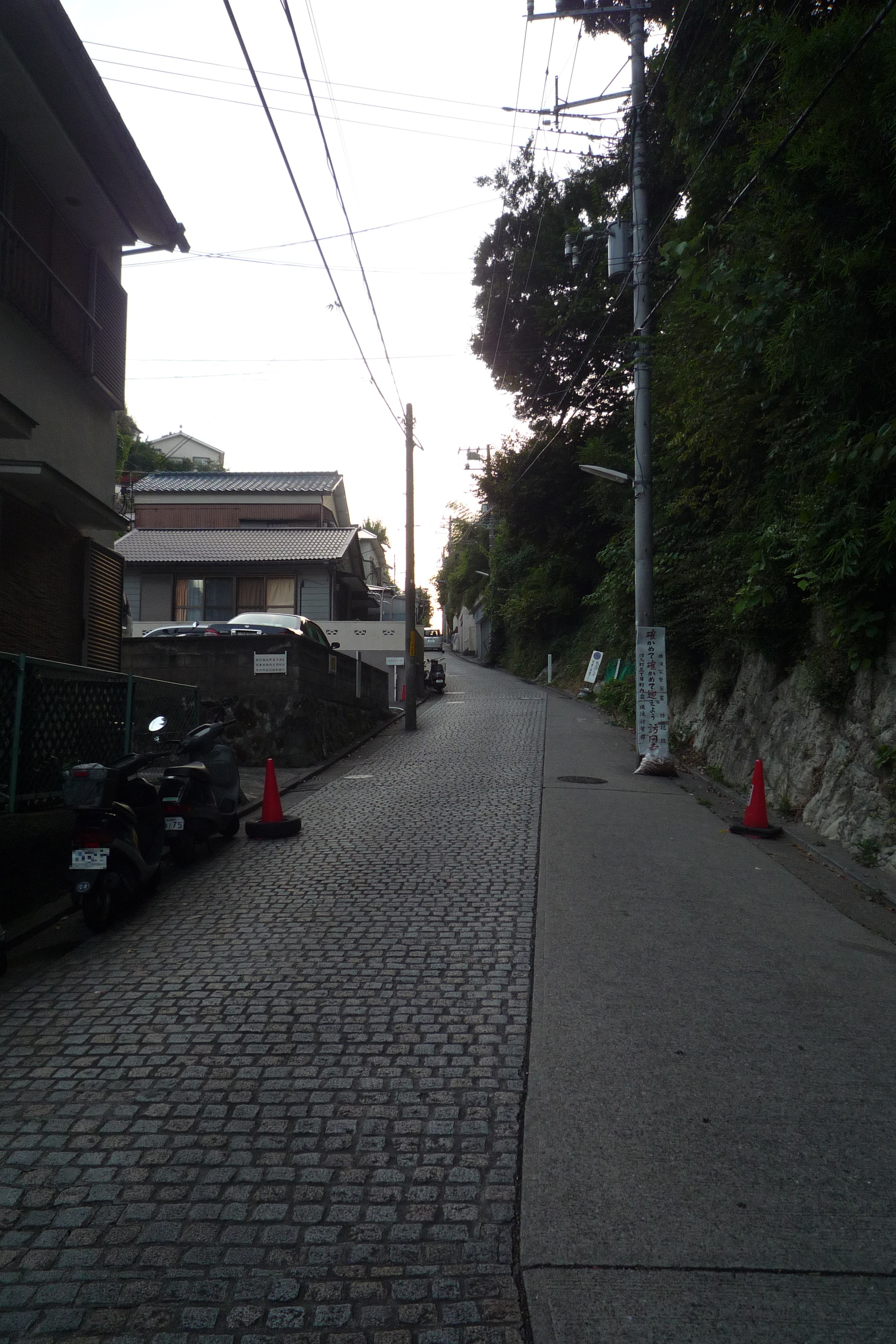
夕暮れのちこく坂

ちこく坂（ちこくざか）とは、横須賀市汐入町三丁目にある坂の愛称。
長源寺の向かい側から不入斗や坂本へ抜ける約500mの坂道。かつては「誉坂（ほまれ坂）と言った。漢字で書くなら「千石坂」だと地元の繁栄への願いを込めて町会によって命名式が行われたが、穂積驚によると「千石坂」の表記は普及してはいないという。
愛称は、旧日本陸軍の横須賀重砲兵連隊が横須賀市不入斗地区に駐屯していた際に連隊に所属した兵士たちが、横須賀中央や汐入の歓楽街で遊び、帰りに遅刻しないようこの坂を駆け登ったのが由来とされる。
現在は、付近の学生や地域住民が利用する坂の一つとして閑静な住宅地の中に所在する。石畳風の舗装（2014年現在、舗装路に変更）がされている。

## 周辺施設
- 汐入駅（徒歩5分ほど）
- コースカベイサイドストアーズ
- 横須賀芸術劇場
- 緑ヶ丘女子中学校・高等学校
- 不入斗中学校
- 坂本中学校、桜小学校（横須賀重砲兵連隊時代の営門が保存され現在も両校の校門として使われている）

## 登場する作品
- 瀧井孝作『無限抱擁』